# Gravedona ed Uniti
Gravedona ed Uniti är en ort och kommun i provinsen Como i regionen Lombardiet i Italien. Kommunen hade 4 197 invånare (2018).
Gravedona ed Uniti bildades den 11 februari 2011 genom en sammanslagning av de tidigare kommunerna Consiglio di Rumo, Germasino och Gravedona.